# Odion Ighalo
Odion Jude Ighalo (* 16. Juni 1989 in Lagos) ist ein nigerianischer Fußballspieler, der seit August 2023 bei al-Wahda unter Vertrag steht. Er steht zudem im Kader der nigerianischen Fußballnationalmannschaft.

## Karriere

### Verein

#### Udinese Calcio und FC Granada
Odion Ighalo wechselte 2007 im Alter von 18 Jahren aus seiner nigerianischen Heimat zum norwegischen Erstligisten Lyn Oslo und debütierte im September 2007 in der Tippeligaen 2007. In anderthalb Jahren in Norwegen erzielte er neun Tore in zwanzig Ligaspielen, ehe er am 30. Juli 2008 vom italienischen Erstligisten Udinese Calcio verpflichtet wurde. In der Serie A 2008/09 bestritt der junge Angreifer fünf Ligaspiele und erzielte dabei einen Treffer. Im Sommer 2009 wurde Ighalo an den spanischen Drittligisten FC Granada ausgeliehen, bei dem der Eigentümer von Udinese Calcio Giampaolo Pozzo zuvor die Mehrheitsanteile erworben hatte. Auch dank seinen sechzehn Ligatreffern gelang dem Verein der Aufstieg in die zweite Liga. Die Saison 2010/11 verbrachte er auf Leihbasis beim italienischen Erstligisten AC Cesena sowie erneut beim FC Granda. Mit Granada gelang im über die Play-offs der Segunda División 2010/11 der Aufstieg in die erste Liga. Infolge der Kooperation mit Udinese Calcio bestritt er die folgenden drei Spielzeiten für die Mannschaft aus Andalusien in der Primera División und kam dort regelmäßig zum Einsatz.

#### FC Watford
Am 29. Juli 2014 wurde Ighalo auf Leihbasis vom englischen Zweitligisten FC Watford verpflichtet. Der Verein aus Watford war im Sommer 2012 ebenfalls vom italienischen Unternehmer Giampaolo Pozzo gekauft worden, der in der Folge regelmäßig Spieler zwischen den drei ihm gehörenden Vereinen verschob. Am 24. Oktober 2014 verpflichtete Watford den Angreifer auf fester Vertragsbasis nachdem er in acht Ligaspielen drei Treffer erzielen konnte. Beim 7:2-Heimsieg über den FC Blackpool am 24. Januar 2015 gelangen Ighalo vier Treffer. Insgesamt erzielte der Nigerianer in der Football League Championship 2014/15 zwanzig Ligatreffer und sicherte sich mit seinem Team als Vizemeister den Aufstieg in die Premier League.

#### Nationalmannschaft
Nach seinen überzeugenden Leistungen für den FC Watford wurde Odion Ighalo 2015 erstmals in den Kader der nigerianischen Fußballnationalmannschaft berufen. Am 29. März 2015 bestritt er beim 1:1 gegen Südafrika sein erstes Länderspiel. Er gehörte zum Kader Nigerias für die WM 2018 in Russland, bei der Nigeria als Dritter der Gruppe D in der Gruppenphase ausschied. Ighalo spielte bei der Niederlagen gegen Kroatien von Beginn an und wurde bei der Niederlage gegen Argentinien und dem Sieg gegen Island jeweils für Kelechi Iheanacho eingewechselt.
Beim Afrika-Cup 2019 belegte die nigerianische Nationalmannschaft den 3. Platz (Sieg im Spiel um Platz 3 gegen Tunesien); Ighalo wurde Torschützenkönig des Turniers mit fünf Treffern.

## Auszeichnungen
Saudi Professional League
- Torschützenkönig: 2021/22